# Брондзбері-парк (станція)
51°32′27″ пн. ш. 0°12′37″ зх. д. / 51.5407° пн. ш. 0.2103° зх. д.
Брондзбері-парк (англ. Brondesbury Park) — станція Північно-Лондонської лінії London Overground, у Брондзбері-парк, Лондон, між станціями Кенсал-Райс та Брондзбері. Станція розташована у 2-й тарифній зоні. Пасажирообіг на 2019 рік — 1.122  млн осіб.
Конструкція станції — наземна відкрита з однією острівною платформою на дузі.
1 червня 1908: відкриття станції.

## Пересадка
- На автобус London Buses маршруту 206.

## Послуги
| Попередня станція | Лінія | Лінія                                       | Лінія | Наступна станція |
| ----------------- | ----- | ------------------------------------------- | ----- | ---------------- |
| Кенсал-Райс       |       | London Overground Північно-Лондонська лінія |       | Брондзбері       |